# Wuismus
Der Wuismus (Wu-Religion, von 巫) war eine altchinesische Form einer klassisch schamanistischen Religion.
Die Wu waren Zauberpriester und -priesterinnen der Shang-Zeit. Wuismus wurde aber schon tausende Jahre zuvor praktiziert. Die Hongshan-Kultur ist bekannt dafür. Das Deuten der berühmten chinesischen Orakelknochen fiel in ihren Aufgabenbereich. Ein Wu stellte wahrscheinlich ein mit magischen Fähigkeiten ausgestattetes Oberhaupt oder den Führer einer Sippe dar. Die Shang-Könige selbst wurden wahrscheinlich als Oberhaupt aller Wu angesehen, da aus den Orakelknochen hervorgeht, dass der König z. B. persönlich die Orakelknochen deutete, um Regen tanzte und sich mit Wettervoraussagen und Traumdeutung beschäftigte.
Die wichtigste Praktik der Wu war das ekstatische Tanzen, begleitet von Gesängen oder Ausrufen. Zumeist wurde um Regen getanzt und diese Tänze wurden oft so lange fortgesetzt, bis es dann tatsächlich regnete. Da in China die Drachen traditionell mit Regen verbunden sind, wird angenommen, dass der chinesische Drachenglaube bereits in der Shang-Dynastie zu finden ist und die Drachen den Wu als Reit- oder Zugtiere dienten und sie sich selbst auch nach schamanischer Art in Drachen verwandelten.
Der Wuismus ist eine der ältesten, aber auch eine der kurzlebigsten Religionen Chinas, deren Verfall bereits in der Zeit der Zhou-Dynastie wurzelt. Hier bildet sich erstmals eine starke Opposition zum Wuismus, angeleitet vom Adel und den Lehnsfürsten, was in erster Linie als Abwehrhaltung gegenüber der Herrschaft des Zhou-Königs Li (reg. 878 – 828 v. Chr.) zu verstehen ist, der sich nur allzu gerne auf die Praktiken der Wu-Religion stützte.
So bediente sich König Li eines Wu-Priesters, der für ihn die Kritiker seiner Herrschaft in Erfahrung bringen sollte. Man sagt, die Spionage vonseiten des Priesters ging so weit, dass es die Angehörigen des Hofstaates bald nicht mehr wagten, sich überhaupt zur bestehenden Dynastie zu äußern.
Der Zhou-König Ling (reg. 571–545 v. Chr.) stellte ebenfalls einen dem Wuismus angehörigen Zauberpraktiker in seine Dienste, der die Lehnsfürsten dazu bewegen sollte, wieder an den Morgenaudienzen teilzunehmen. Der Wu-Gelehrte schoss daraufhin mit Pfeilen auf einen Fuchsschädel, der die Fürsten symbolisierte.
Somit wundert es nicht, dass der Adel dem Wuismus mit Abscheu begegnete und deswegen eine Art des religiösen Monarchismus, mit dem Konfuzianismus als Hauptreligion, anstrebte und damit größtenteils die Kommunikation zwischen Mensch und Geistern in einer solchen Form – auch bei zu häufigem kommunikativen Verkehr zwischen Menschen und Göttern – ablehnte.
Der Wuismus lebt in Teilen in den vielen chinesischen Volksreligionen weiter.